# Kureten (Mythologie)

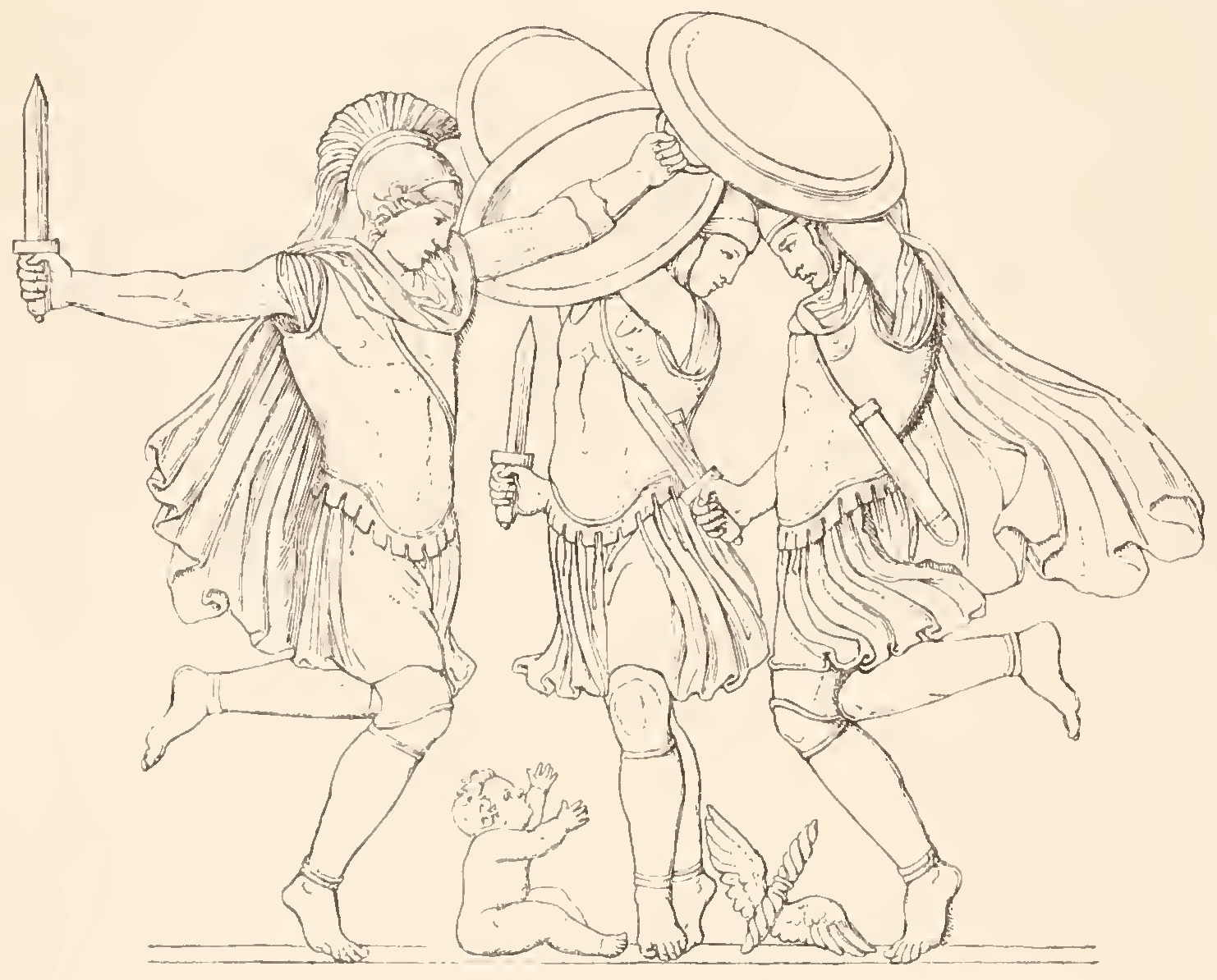
Kureten umtanzen das Zeuskind

In der griechischen Mythologie stellen die Kureten (altgriechisch Κούρητες Koúrētes und Κουρῆτες Kourḗtes) einen schlagkräftigen neunköpfigen Trupp waffenstarrender Dämonen dar. Sie schützen den neugeborenen Gott Zeus vor dessen Vater Kronos, der den eigenen Sohn zu töten sucht. Ihre wilden Kriegsgesänge und das Waffenklirren sind so laut, dass sie das Geschrei des Säuglings übertönen.
Die griechische Lyrikerin Korinna (ca. 500 v. Chr.) singt davon:
Die Kureten, sie verbargen

Den erhabnen Spross der Göttin

In der dunklen Felsenhöhle

Vor dem arggesinnten Kronos,

Bis die Göttin Rhea ihn entwandte.
Ebenso lärmen sie auch, als Leto, die Geliebte von Zeus, auf Delos (Ortygia) ihre Kinder Artemis und Apollon gebiert, damit Hera dies nicht bemerkt.
Als die Kureten auf Veranlassung Heras den Epaphos, das Kind der Io und des Zeus, entführen, tötet Zeus die Kureten mit einem Blitz.
Diodorus Siculus (1. Jh. v. Chr.) beschreibt die Kureten als besonders weise Männer oder Abkömmlinge von Göttern, die auf Kreta im Dikti-Gebirge lebten und nützliche Entdeckungen und Erfindungen machten – wie z. B. die Herstellung von Honig.
Die Bezeichnung Kureten für bestimmte Bevölkerungsgruppen ist nicht nur auf Kreta beschränkt, denn in der antiken Literatur finden sich für einige andere Regionen Griechenlands Hinweise auf Kureten; ihre Herkunft ist aber bereits seit Strabon umstritten. Bei Homer kämpfen die Kureten Aitoliens und die Aitoler um Kalydon, auch für Chalkis auf Euböa werden Kureten reklamiert, die mit ihrer Mutter Kombe vor ihrem Vater Sokos nach Kreta und anschließend nach Phrygien flohen, um von dort wieder nach Marathon zurückzukehren. Titus Lucretius Carus berichtet von „Phrygischen Kureten“, die den kretischen Mythos nachahmen.
In Ephesos waren die Kureten auch als Kultdiener für die Durchführung der Mysterienhandlungen anlässlich der Geburtstagsfeiern der Stadtgöttin Artemis Ephesia (Ἀρτεμίσιον Ἐφέσιον) zuständig, die am 6. Thargelión (Mai–Juni) begangen wurden. Wegen der offenbar strengen Geheimhaltung sind zu diesen Kultfeiern kaum Überlieferungen vorhanden. Bei Strabon findet sich der Hinweis auf ein Opferfest, bei dem es sich im Kern wohl um das Nachspielen der oben geschilderten Geburtsgeschichte des Zeus handelt.
Über den heute Kuretenstraße genannten Prozessionsweg, der vom Prytaneion ins ehemalige Stadtzentrum führt, gingen die Kureten nach Ortygia, dem Geburtsort der Artemis, wo das Opferfest gefeiert wurde.
Oft werden die Kureten wegen der Herkunft mit den Korybanten verwechselt – dämonischen Wesen aus Phrygien. Diese treten im Dienst der Kybele auf, indem sie einen Waffentanz aufführen und wie die kretischen Kureten die Schilde aneinanderschlagen.